# صموئيل ألين رايس
صموئيل ألين رايس (بالإنجليزية: Samuel Allen Rice)‏ هو محامي وسياسي أمريكي، ولد في 27 يناير 1828، وتوفي في 6 يوليو 1864. حزبياً، نشط في الحزب الجمهوري.